# سانتاکروس (نارینیو)
سانتاکروس (نارینیو) (به اسپانیایی: Santacruz, Nariño) یک سکونتگاه مسکونی در کلمبیا است که در بخش نارینیو واقع شده‌است.